# Pseudestoloides hiekei
Pseudestoloides hiekei là một loài bọ cánh cứng trong họ Cerambycidae.